# إليزابيث هارتلي
إليزابيث هارتلي (بالإنجليزية: Elizabeth Hartley)‏ هي باحثة في تاريخ العصور الكلاسيكية أمريكية، ولدت في 1947 في سوميت في الولايات المتحدة، وتوفيت في 2018 في يورك في المملكة المتحدة.